# 高新8号
高新8号是中国研制的一款电子战飞机，属于高新系列，类似美国的EP-3。该机主要用于海军，2014年4月试飞。其机头及下颚处有两个雷达整流罩，搜集雷达无线电信号。机身装多个柱状天线整流罩，内有卫星数据链设备。这种飞机可独立或协同执行任务，侦察敌方状态，亦可发射干扰电子信号。